# Georg Fredrik II av Brandenburg-Ansbach
Georg Fredrik II av Brandenburg-Ansbach, kallad Georg Fredrik den yngre, tyska: Georg Friedrich II. von Brandenburg-Ansbach, Georg Friedrich der Jüngere, född 3 maj 1678 i Ansbach, stupad 29 mars 1703 i slaget vid Schmidmühlen nära Regensburg, var markgreve av furstendömet Brandenburg-Ansbach från 1692 till sin död.

## Biografi
Georg Fredrik var tredje son till markgreve Johan Fredrik av Brandenburg-Ansbach (1654–1686) i dennes första äktenskap med Johanna Elisabet av Baden-Durlach (1651–1680), dotter till markgreve Fredrik VI av Baden-Durlach och Kristina Magdalena av Pfalz-Zweibrücken. Han tillhörde därmed den yngre Ansbachgrenen av huset Hohenzollern. Hans mor var kusin med kung Karl XI av Sverige och hans halvsyster Caroline blev 1727 drottninggemål av Storbritannien och Irland.
Hans äldre bror markgreve Kristian Albrekt av Brandenburg-Ansbach efterträdde deras far som minderårig 1687 och Georg Fredrik följde honom sommaren 1692 på en Grand tour genom England, Holland och spanska Nederländerna, samt vistades vid det kurfurstlig-brandenburgska hovet i Kleve. När Kristian Albrekt avled samma år kom Johan Georg att som näste son i arvsföljden att bli markgreve av Brandenburg-Ansbach. 
Som ung överlämnade han i längre perioder regeringen och stred i pfalziska tronföljdskriget från 1695 till 1697 som frivillig i Tysk-romerska rikets armé. Han företog också resor till Italien och Frankrike och levde tidvis vid det kurfurstliga hovet i Berlin. Under det spanska tronföljdskriget ledde han den framgångsrika erövringen av den modenska fästningen Bersello 1702. Som generalfältmarskalklöjtnant i den kejserliga armén stupade han under slaget vid Schmidmühlen 1703 då han sårades dödligt vid övergången av floden Vils.
Då Georg Fredrik II i likhet med sin äldre bror saknade manliga efterkommande, kom halvbrodern Vilhelm Fredrik av Brandenburg-Ansbach att som den yngste av markgreve Johan Fredriks söner att ärva furstendömet.